# Анатолиј Конков
Анатолиј Дмитријевич Конков (рус. Анатолий Дмитриевич Коньков; 19. септембар 1949 — 4. октобар 2024) био је совјетски фудбалер и тренер.

## Биографија
Током каријере, Конков је играо дефанзивно, на позицији штопера. Освојио је четири првенства Совјетског Савеза, једном совјетски куп, УЕФА Суперкуп и Куп победника купова 1974/75. Наступио је 47 пута за репрезентацију Совјетског Савеза и постигао осам голова. Био је у саставу репрезентације Совјетског Савеза на Европском фудбалском првенству 1972. године, са екипом је освојио друго место. Постигао је одлучујући гол против Мађарске у полуфиналу тог турнира. На Летњим олимпијским играма 1976. у Монтреалу са олимпијском селекцијом је освојио бронзану медаљу.
Након завршетка играчке каријере, Конков је постао тренер. Водио је клубове из Совјетског Савеза, Украјине и Азербејџана. Дана 2. септембра 2012. изабран је за председника Фудбалског савеза Украјине, са функције је отишао у децембру 2014. године.

## Успеси

### Клуб
Динамо Кијев
- Првенство СССР: 1975, 1977, 1980, 1981.
- Куп Совјетског Савеза: 1978.
- Куп победника купова: 1975.
- УЕФА суперкуп: 1975.

### Репрезентација
СССР
- Европско првенство друго место: Белгија 1972.
- Олимпијске игре бронза: Монтреал 1976.